# Distrikt Contumazá
Der Distrikt Contumazá liegt in der Provinz Contumazá in der Region Cajamarca in Nordwest-Peru. Der Distrikt wurde im Jahr 1825 gegründet. Er besitzt eine Fläche von 352 km². Beim Zensus 2017 wurden 8131 Einwohner gezählt. Im Jahr 1993 lag die Einwohnerzahl bei 9620, im Jahr 2007 bei 8713. Sitz der Distrikt- und Provinzverwaltung ist die 2685 m hoch gelegene Kleinstadt Contumazá mit 3401 Einwohnern (Stand 2017). Contumazá befindet sich etwa 40 km südwestlich der Regionshauptstadt Cajamarca.

## Geographische Lage
Der Distrikt Contumazá liegt in der peruanischen Westkordillere. Er erstreckt sich über den Osten und Südosten der Provinz Contumazá. Der Río Jequetepeque begrenzt den Distrikt im Nordosten und entwässert einen Großteil des Areals. Lediglich der äußerste Süden liegt im Einzugsgebiet des Río Chicama.
Der Distrikt Contumazá grenzt im Südwesten und im Westen an die Distrikte San Benito, Guzmango, Santa Cruz de Toledo und Chilete, im Nordosten an den Distrikt Magdalena (Provinz Cajamarca), im Osten an die Distrikte Asunción und Cospán (beide ebenfalls in der Provinz Cajamarca) sowie im Süden an den Distrikt Cascas (Provinz Gran Chimú).

## Ortschaften
Im Distrikt gibt es neben dem Hauptort folgende größere Ortschaften:
- Catuden
- Chanta Corrales